# Nissan Motors Football Club 1985-1986
Questa voce raccoglie le informazioni riguardanti il Nissan Motors Football Club nelle competizioni ufficiali della stagione 1985-1986.

## Stagione
Rafforzato dall'arrivo di Shigetatsu Matsunaga il Nissan Motors, che nel corso della stagione vide l'abbandono temporaneo dell'allenatore Shū Kamo in favore del membro dello staff tecnico Tamotsu Suzuki, non riuscì a inserirsi nella lotta al titolo nazionale concludendo nella zona mediana del campionato, ma ottenne buone prestazioni nelle coppe. Dopo aver perso a inizio stagione la Coppa di Lega nella finale contro lo Yomiuri (a cui giunse accesso senza subire reti), il Nissan Motors riuscì a prevalere in Coppa dell'Imperatore accedendo alla finale tramite ampie vittorie (tra cui il 5-0 in semifinale con il Mazda) e sconfiggendo all'ultimo atto il Fujita Kogyo.

## Maglie e sponsor
Viene sottoscritto un contratto con lo sponsor tecnico Adidas, che non apporta significative variazioni alle divise.
| Manica sinistra · Manica sinistra · Maglietta · Maglietta · Manica destra · Manica destra · Pantaloncini · Calzettoni | Manica sinistra · Maglietta · Manica destra · Pantaloncini · Calzettoni |  |

## Rosa
| N. |                     | Ruolo | Calciatore           |
| -- | ------------------- | ----- | -------------------- |
| 3  | Giappone (bandiera) | D     | Shinji Tanaka        |
| 4  | Giappone (bandiera) | D     | Takeshi Koshida      |
| 10 | Giappone (bandiera) | C     | Kazushi Kimura       |
| 12 | Giappone (bandiera) | A     | Takashi Mizunuma     |
|    | Giappone (bandiera) | P     | Shigetatsu Matsunaga |
|    | Giappone (bandiera) | P     | Takashi Yasui        |
|    | Giappone (bandiera) | P     | Shinya Wakaki        |
|    | Giappone (bandiera) | D     | Shinobu Ikeda        |
|    | Giappone (bandiera) | D     | Hajime Ishii         |
|    | Giappone (bandiera) | D     | Koichi Hirano        |
|    | Giappone (bandiera) | D     | Takahiro Shotamura   |

| N. |                     | Ruolo | Calciatore         |
| -- | ------------------- | ----- | ------------------ |
|    | Giappone (bandiera) | D     | Hisashi Tamurashi  |
|    | Giappone (bandiera) | C     | Masaaki Sakaida    |
|    | Giappone (bandiera) | C     | Takaji Tomoto      |
|    | Giappone (bandiera) | C     | Nobutoshi Kaneda   |
|    | Brasile (bandiera)  | C     | Ademar Pereira     |
|    | Giappone (bandiera) | C     | Makoto Sugiyama    |
|    | Giappone (bandiera) | C     | Hidehiko Shimizu   |
|    | Giappone (bandiera) | C     | Takeshi Takama     |
|    | Giappone (bandiera) | A     | Kokichi Kimura     |
|    | Giappone (bandiera) | A     | Kōichi Hashiratani |
|    | Giappone (bandiera) | A     | Hiroshi Hayano     |

## Statistiche

### Statistiche di squadra
| Competizione          | Punti | Totale | Totale | Totale | Totale | Totale | Totale | DR  |
| Competizione          | Punti | G      | V      | N      | P      | Gf     | Gs     | DR  |
| --------------------- | ----- | ------ | ------ | ------ | ------ | ------ | ------ | --- |
| JSL Division 1        | 24    | 22     | 8      | 8      | 6      | 23     | 29     | -6  |
| JSL Cup               | -     | 5      | 4      | 0      | 1      | 10     | 2      | +8  |
| Coppa dell'Imperatore | -     | 5      | 4      | 1      | 0      | 19     | 2      | +17 |
| Totale                | -     | 32     | 16     | 9      | 7      | 52     | 33     | +19 |

### Statistiche dei giocatori
| Giocatore      | JSL Division 1 | JSL Division 1 | JSL Cup  | JSL Cup | Coppa dell'Imperatore | Coppa dell'Imperatore | Totale   | Totale |
| Giocatore      | Presenze       | Reti           | Presenze | Reti    | Presenze              | Reti                  | Presenze | Reti   |
| -------------- | -------------- | -------------- | -------- | ------- | --------------------- | --------------------- | -------- | ------ |
| K. Hashiratani | 22             | 8              | ?        | ?       | ?                     | ?                     | 22+      | 8+     |
| S. Ikeda       | 14             | 0              | ?        | ?       | ?                     | ?                     | 14+      | 0+     |
| H. Ishii       | 6              | 0              | ?        | ?       | ?                     | ?                     | 6+       | 0+     |
| N. Kaneda      | 4              | 0              | ?        | ?       | ?                     | ?                     | 4+       | 0+     |
| Ka. Kimura     | 21             | 7              | ?        | ?       | ?                     | ?                     | 21+      | 7+     |
| Ko. Kimura     | 21             | 1              | ?        | ?       | ?                     | ?                     | 21+      | 1+     |
| T. Koshida     | 21             | 2              | ?        | ?       | ?                     | ?                     | 21+      | 2+     |
| A. Pereira     | 21             | 0              | ?        | ?       | ?                     | ?                     | 21+      | 0+     |
| S. Matsunaga   | 15             | -?             | ?        | ?       | ?                     | ?                     | 15+      | 0+     |
| T. Mizunuma    | 22             | 3              | ?        | ?       | ?                     | ?                     | 22+      | 3+     |
| M. Sakaida     | 13             | 0              | ?        | ?       | ?                     | ?                     | 13+      | 0+     |
| H. Shimizu     | 22             | 2              | ?        | ?       | ?                     | ?                     | 22+      | 2+     |
| M. Sugiyama    | 19             | 0              | ?        | ?       | ?                     | ?                     | 19+      | 0+     |
| T. Takama      | 2              | 0              | ?        | ?       | ?                     | ?                     | 2+       | 0+     |
| S. Tanaka      | 22             | 0              | ?        | ?       | ?                     | ?                     | 22+      | 0+     |
| T. Tomoto      | 2              | 0              | ?        | ?       | ?                     | ?                     | 2+       | 0+     |
| T. Yasui       | 8              | -?             | ?        | ?       | ?                     | ?                     | 8+       | 0+     |